# Imperio galo
Imperio galo (en latín: Imperium Galliarum, también Imperium Gallicum) o Imperio galo-romano, nombre moderno que se da a la rebelión dentro del Imperio romano que consiguió tener un poder independiente en los territorios de la Galia e Hispania, durante la crisis del siglo III. Esta organización política llegó a controlar toda la Galia, parte de Germania, Hispania y Britania. El emperador de Occidente Galieno trató de combatirlo, pero los sucesos en Oriente perturbaron su causa y no consiguió nunca recuperar la Galia, lo que sí alcanzaría posteriormente Aureliano.

## Cronología

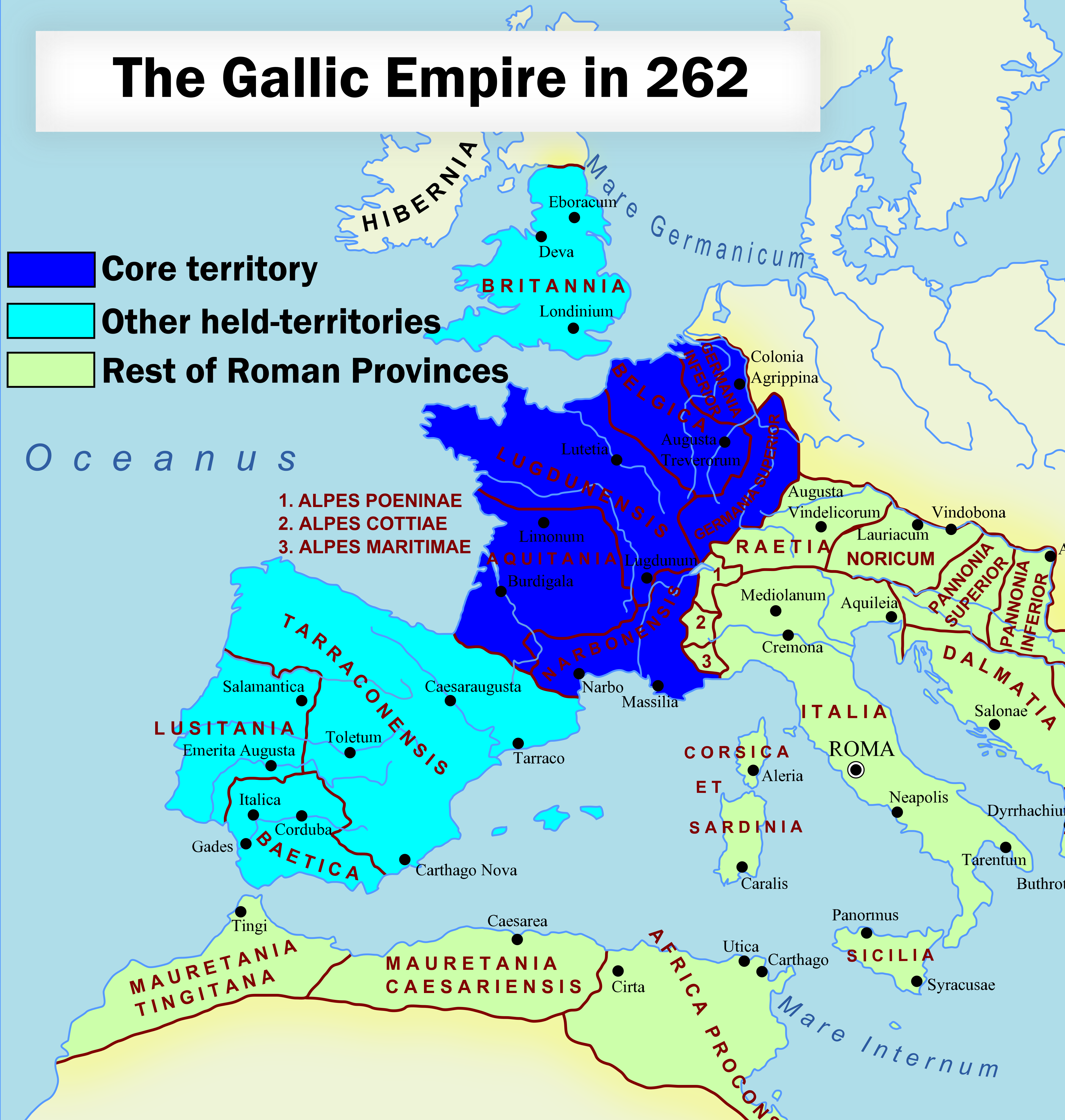
Mapa de los territorios de Póstumo en 262

- 260. El Emperador Valeriano fue capturado en Siria por el rey persa Sapor I en la batalla de Edesa.[1] Salonino (hijo de Galieno), al mando de las tropas del río Rin estacionadas en la Colonia Agripinna, actual Colonia, intentó someter a Póstumo. Los alamanes y los francos aprovecharon el conflicto para penetrar en la Galia. Póstumo contraatacó tomando el cuartel de Salonino, a quien ejecutó junto con su preceptor, proclamándose emperador. La versión oficial fue que Galieno le había confiado a Póstumo la defensa de la parte occidental del Imperio, pero la realidad era que se había formado un Imperio independiente de Roma.

- 261. Las legiones galas conquistan Hispania. Galieno tuvo que aceptar la autoridad de Póstumo porque los alamanes estaban penetrando en Italia. El Imperio galo tenía su propio Senado, eligiendo anualmente a dos cónsules conforme a la vieja tradición republicana. Además, también tenía su propia guardia pretoriana.

- 266-267. Póstumo lidera la defensa contra las primeras invasiones por mar hechas por los bárbaros al norte de Galia. Esto provoca miedo y que las ciudades de la zona atesoren sus riquezas y se fortifiquen.[2]

- 267. Se estableció un acuerdo entre Póstumo y Galieno en que se delimitaron las áreas de control de ambos. El Imperio romano es así, de hecho, dividido en tres partes: Occidente, en manos del Imperio galo; los restos del Imperio romano, ubicados en Italia, África y los Balcanes; y Oriente, en manos de Palmira.

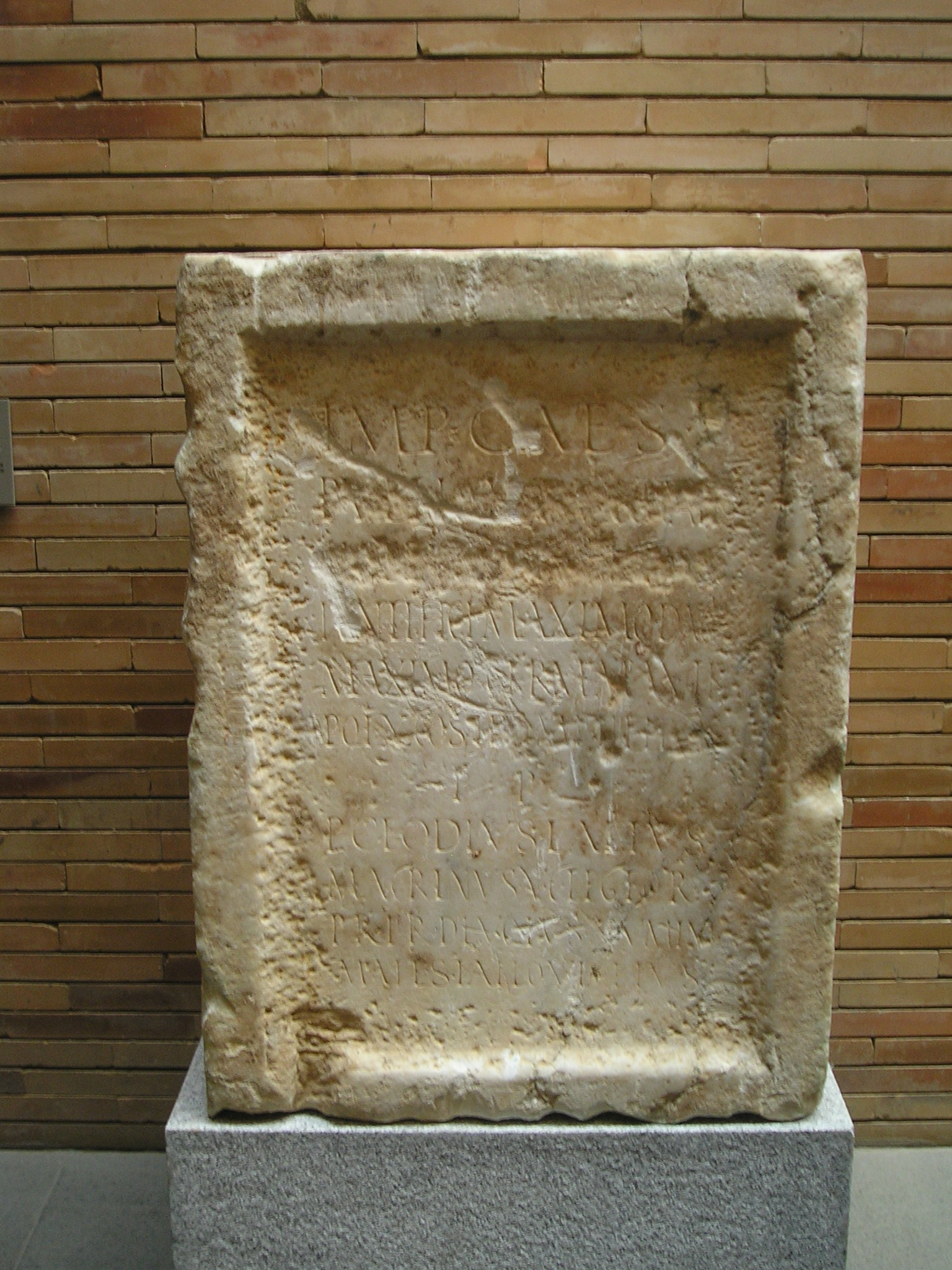
Inscripción de Augusta Emerita (Mérida, Badajoz, España) erigida en honor del emperador Galieno, cuyo nombre fue borrado mediante damnatio memoriae en 261, cuando las tropas de Póstumo incorporaron la provincia Lusitania al Imperio gálico.

- 269. Leliano, gobernador de la Germania Inferior, se rebeló. Póstumo sofocó la rebelión sitiando y ocupando Maguncia, pero prohibiendo su saqueo, lo que le costó el ser asesinado junto con su hijo por sus propios soldados, los mismos que proclamaron emperador a Marco Aurelio Mario, que había sido coemperador con Póstumo en los últimos años y quien, a su vez, fue asesinado pocos días después, sucediéndole Victorino, quien fue proclamado en Tréveris. Entretanto, Leliano había intentado usurpar a Póstumo desde Maguncia.

- 268/269. Por esta época, el emperador Claudio II obtuvo varias victorias contra el Imperio galo y recuperó el control romano de Hispania y el valle del Ródano, en Galia.

- 269. Hispania volvió a someterse al poder central de Roma. La urbe de Autun se rebela contra Victorino el tercer emperador galo. Esta rebelión muestra las diferencias entre las poblaciones septentrionales y las centrales de las Galias, más romanizadas quizá.

- 271. Asesinato de Victorino a manos de Atitiano, uno de sus oficiales. Tras su muerte su madre mantuvo cierta influencia y sobornando militares consiguió la proclamación de Tétrico I como su sucesor.

- 271. Tétrico I gobierna junto con su hijo Tétrico II. Consiguió repeler los asaltos de las tribus germánicas que querían aprovechar la confusión y el vacío de poder tras la muerte de Victorino, pero no fue capaz de recuperar Aquitania. Tétrico instala su capital en Tréveris.

- 273. La economía del Imperio galo estaba en crisis. Se observa un empeoramiento en la acuñación de la moneda, tanto en su elaboración como en el contenido de metales preciosos. En 274 el emperador romano Aureliano empezó a reconquistar las provincias del Oeste tras sus victorias en el Este. Según algunas fuentes las tropas de Tétrico fueron vencidas. Otras dicen que Tétrico y su hijo se refugiaron en el campamento de su enemigo para escapar así de las constantes amenazas de levantamientos en sus propias filas. Fueron exhibidos como cautivos en la marcha triunfal de Aureliano, aunque este los puso luego en libertad e incluso ocuparon puestos importantes en la administración. El Imperio galo había llegado a su fin.

## Emperadores
| Retrato | Nombre esp., latín                                  | Inicio del reinado | Fin del reinado | Muerte | Observación                                                                                             | Emperador romano | Fuente |
| ------- | --------------------------------------------------- | ------------------ | --------------- | ------ | --- | ---------------- | ------ |
|         | Póstumo Marcus Cassianius Latinius Postumus         | 260                | 269             | 269    | Fundador del Imperio galo, reinó durante su fase más próspera.                                          | Galieno          | [ 3 ]  |
|         | Leliano Ulpius Cornelius Laelianus                  | 269                | 269             | 269    | Usurpador                                                                                               | Galieno          | [ 3 ]  |
|         | Mario Marcus Aurelius Marius                        | 269                | 269             | 269    | Reinó por un breve período después de Póstumo                                                           | Galieno          | [ 3 ]  |
|         | Victorino Marcus Piavonius Victorinus               | 269                | 271             | 271    | Sucesor de Mario, fue asesinado por un marido traicionado después de supuestamente seducir a su esposa. | Claudio II       | [ 3 ]  |
|         | Domiciano II Domitianus                             | 271?               | 271?            | 271?   | Usurpador                                                                                               | Aureliano        | [ 4 ]  |
|         | Tétrico I Caius Pius Esuvius Tetricus               | 271                | 274             | 274    | Sucesor de Victorino elegido por su madre, Victoria.                                                    | Aureliano        | [ 3 ]  |
|         | Tétrico II (como césar) Caius Pius Esuvius Tetricus | 273                | 274             | 274    | César junto a su padre.                                                                                 | Aureliano        | [ 3 ]  |
|         | Faustino Faustinus                                  | 273?               | 274?            | 274?   | Usurpador                                                                                               | Aureliano        | [ 3 ]  |